# Trest smrti v Surinamu
Trest smrti v Surinamu je od roku 2015 zrušen. Poslední poprava byla v zemi vykonána v roce 1982. Trest smrti byl de facto zrušen již podpisem smlouvy ze San José z roku 1987. V březnu 2015 Národní shromáždění oficiálně trest smrti zrušilo, ale zákonodárci zároveň zvýšili horní hranici trestu odnětí svobody ze 30 na 50 let.

## Historie
Jelikož byl Surinam až do roku 1975 nizozemskou kolonií, řídil se nizozemským právem. V roce 1911 byl Frans Killinger a jeho šest společníků odsouzeno k trestu smrti za státní převrat, avšak jejich rozsudek byl zmírněn. Mezi posledními popravenými v koloniálním období byl francouzský trestanec Coutanceau, který v roce 1922 při pokusu o útěk uškrtil čínsko-surinamského spoluvězně, Rohanna, který byl v roce 1923 popraven za vraždu a Nicodemus Apatoe, který byl v roce 1927 oběšen za vraždu. Od získání nezávislosti v roce 1975 do roku 1980 zůstal trest smrti uveden v zákoníku, ale žádné spáchané zločiny nebyly považovány za dostatečně závažné, aby za ně mohl být uložen.
Od roku 1980 do roku 1987, v období kdy v Surinamu panovala vojenská diktatura, používala vláda v prvních letech své vlády trest smrti, aby se zbavila politických odpůrců. Posledním popraveným v Surinamu se stal seržant surinamské armády Wilfred Hawker, který se dvakrát neúspěšně pokusil o převrat s cílem svrhnout vojenskou diktaturu. Byl zastřelen popravčí četou dne 13. března 1982. Navíc v prosinci téhož roku provedla vláda sérii mimosoudních poprav, kdy bylo bez soudu zastřeleno 15 odpůrců vojenského režimu. Události vešli ve známost jako prosincové vraždy.